# Testudinella stappersi
Testudinella stappersi är en hjuldjursart som beskrevs av Evens 1947. Testudinella stappersi ingår i släktet Testudinella och familjen Testudinellidae. Inga underarter finns listade i Catalogue of Life.